# Vívás az 1968. évi nyári olimpiai játékokon
Az 1968. évi nyári olimpiai játékokon a vívás az 1960-as római olimpia óta kialakult szokás szerint nyolc versenyszámból állt. Férfi vívásban egyéni és csapatversenyt tartottak mindhárom fegyvernemben,   női vívásban csak tőr egyéni és csapatverseny szerepelt a programban.

## Éremtáblázat
(Magyarország és a hazai csapat eltérő háttérszínnel, az egyes számoszlopok legmagasabb értéke, vagy értékei vastagítással kiemelve.)
| Az 1968. évi nyári olimpiai játékok éremtáblázata vívásban | Az 1968. évi nyári olimpiai játékok éremtáblázata vívásban | Az 1968. évi nyári olimpiai játékok éremtáblázata vívásban | Az 1968. évi nyári olimpiai játékok éremtáblázata vívásban | Az 1968. évi nyári olimpiai játékok éremtáblázata vívásban | Olimpia  |
| ---------------------------------------------------------- | ---------------------------------------------------------- | ---------------------------------------------------------- | ---------------------------------------------------------- | ---------------------------------------------------------- | -------- |
|                                                            | Ország                                                     | Arany                                                      | Ezüst                                                      | Bronz                                                      | Összesen |
| 1.                                                         | Szovjetunió (URS)                                          | 3                                                          | 4                                                          | 0                                                          | 7        |
| 2.                                                         | Magyarország (HUN)                                         | 2                                                          | 2                                                          | 3                                                          | 7        |
| 3.                                                         | Lengyelország (POL)                                        | 1                                                          | 0                                                          | 2                                                          | 3        |
| 4.                                                         | Franciaország (FRA)                                        | 1                                                          | 0                                                          | 1                                                          | 2        |
| 5.                                                         | Románia (ROU)                                              | 1                                                          | 0                                                          | 1                                                          | 2        |
|                                                            |                                                            |                                                            |                                                            |                                                            |          |
| 6.                                                         | Olaszország (ITA)                                          | 0                                                          | 1                                                          | 1                                                          | 2        |
| 7.                                                         | Mexikó (MEX)                                               | 0                                                          | 1                                                          | 0                                                          | 1        |
|                                                            |                                                            |                                                            |                                                            |                                                            |          |
| Összesen                                                   | Összesen                                                   | 8                                                          | 8                                                          | 8                                                          | 24       |

## Érmesek

### Férfi
| Az 1968. évi nyári olimpiai játékok férfi érmesei vívásban | | | |
| Versenyszám                                                | Arany | Ezüst | Bronz |
| tőr, egyéni                                                | Ion Drîmbă · Románia (ROU)                                                                                    | Kamuti Jenő · Magyarország (HUN)                                                                                          | Daniel Revenu · Franciaország (FRA)                                                                                   |
| kard, egyéni                                               | Jerzy Pawłowski · Lengyelország (POL)                                                                         | Mark Rakita · Szovjetunió (URS)                                                                                           | Pézsa Tibor · Magyarország (HUN)                                                                                      |
| párbajtőr, egyéni                                          | Kulcsár Győző · Magyarország (HUN)                                                                            | Hrihorij Krissz · Szovjetunió (URS)                                                                                       | Gianluigi Saccaro · Olaszország (ITA)                                                                                 |
| tőr, csapat                                                | Franciaország (FRA) · Daniel Revenu · Christian Noël · Jean-Claude Magnan · Gilles Berolatti · Jacques Dimont | Szovjetunió (URS) · Viktor Putyatyin · Jurij Sarov · German Szvesnyikov · Jurij Sziszikin · Vaszil Sztankovics            | Lengyelország (POL) · Zbigniew Skrudlik · Ryszard Parulski · Witold Woyda · Egon Franke · Adam Lisewski               |
| kard, csapat                                               | Szovjetunió (URS) · Mark Rakita · Vlagyimir Nazlimov · Eduard Vinokurov · Viktor Szigyak · Umjar Mavlihanov   | Olaszország (ITA) · Wladimiro Calarese · Michele Maffei · Cesare Salvadori · Rolando Rigoli · Pierluigi Chicca            | Magyarország (HUN) · Bakonyi Péter · Kalmár János · Kovács Tamás · Meszéna Miklós · Pézsa Tibor                       |
| párbajtőr, csapat                                          | Magyarország (HUN) · Kulcsár Győző · Nemere Zoltán · B. Nagy Pál · Fenyvesi Csaba · Schmitt Pál               | Szovjetunió (URS) · Alekszej Nyikancsikov · Hrihorij Krissz · Viktor Modzolevszkij · Jurij Szmoljakov · Joszip Vitebszkij | Lengyelország (POL) · Bohdan Andrzejewski · Michał Butkiewicz · Bohdan Gonsior · Henryk Nielaba · Kazimierz Barburski |

### Női
| Az 1968. évi nyári olimpiai játékok női érmesei vívásban | |                                                                                                 | |
| Versenyszám                                              | Arany | Ezüst                                                                                           | Bronz |
| tőr, egyéni                                              | Jelena Novikova · Szovjetunió (URS)                                                                                     | Pilar Roldán · Mexikó (MEX)                                                                     | Rejtő Ildikó · Magyarország (HUN)                                                                                     |
| tőr, csapat                                              | Szovjetunió (URS) · Alekszandra Zabelina · Jelena Novikova · Galina Gorohova · Taccjana Szamuszenka · Svetlana Tširkova | Magyarország (HUN) · Bóbis Ildikó · Gulácsy Mária · Marosi Paula · Dömölky Lídia · Rejtő Ildikó | Románia (ROU) · Drimba-Gyulai Ilona · Szabó Orbán Olga · Stahl Jencsik Katalin · Ana Derșidan-Ene-Pascu · Maria Vicol |

## Magyar részvétel
Az olimpián húsz vívó – tizenöt férfi és öt nő – képviselte Magyarországot. Mindegyikük legalább egy versenyszámban az első öt között végzett. A magyar vívók összesen
- két első,
- két második,
- három harmadik és
- egy ötödik

helyezést értek el, és ezzel harmincnyolc olimpiai pontot szereztek. Az atlétika után a vívás volt a  második legeredményesebb sportága a magyar küldöttségnek.
Az érmet szerzett vívókon kívül pontszerző helyen végzett:
- 5. helyezett:
  - férfi tőr, csapat (Füredi Gábor, Kamuti Jenő, Kamuti László, May Attila, Szabó Sándor)

Nem került sz első hat közé:
- Bakonyi Péter, kard, egyéni
- Bóbis Ildikó, tőr, egyéni
- Dömölky Lídia, tőr, egyéni
- Fenyvesi Csaba, párbajtőr, egyéni
- Kamuti László, tőr, egyéni
- Kovács Tamás, kard, egyéni
- Nemere Zoltán, párbajtőr, egyéni
- Szabó Sándor, tőr, egyéni